# أتسك ساواد
أتسك ساواد (باليابانية: 澤田 篤樹) (مواليد 7 أكتوبر 1996)، هو لاعب كرة قدم كان يلعب كلاعب وسط.

## وصلات خارجية
- أتسك ساواد على موقع رابطة كرة القدم اليابانية للمحترفين (اليابانية)